# Statue de Jupiter du musée d'Aquitaine
La statue de Jupiter du musée d'Aquitaine est une statue antique découverte en 1972  à Mézin dans le département français de Lot-et-Garonne.
La statue est conservée et exposée au musée d'Aquitaine à Bordeaux.

## Historique de la découverte
La statue de Jupiter du musée d'Aquitaine est découverte par un agriculteur en 1972 alors que ce dernier laboure son champ à Mézin.
À la suite de cette découverte, une fouille d'urgence est organisée par la direction des Antiquités. L'année de sa découverte, la tête sculptée de Jupiter fait la couverture du no 53 de décembre 1972 de la revue Archéologia, l'ensemble de la collection sera révélée par Marc Gauthier, assistant du directeur des antiquités historiques d'Aquitaine.
En 2001 elle est acquise par le musée d'Aquitaine, avec la participation du FRAM (Fonds régional d'acquisitions pour les musées) et elle est exposée dans les salles consacrées à Antiquité pour l'exposition Le parcours 400 000 ans d'histoires,.

## Description

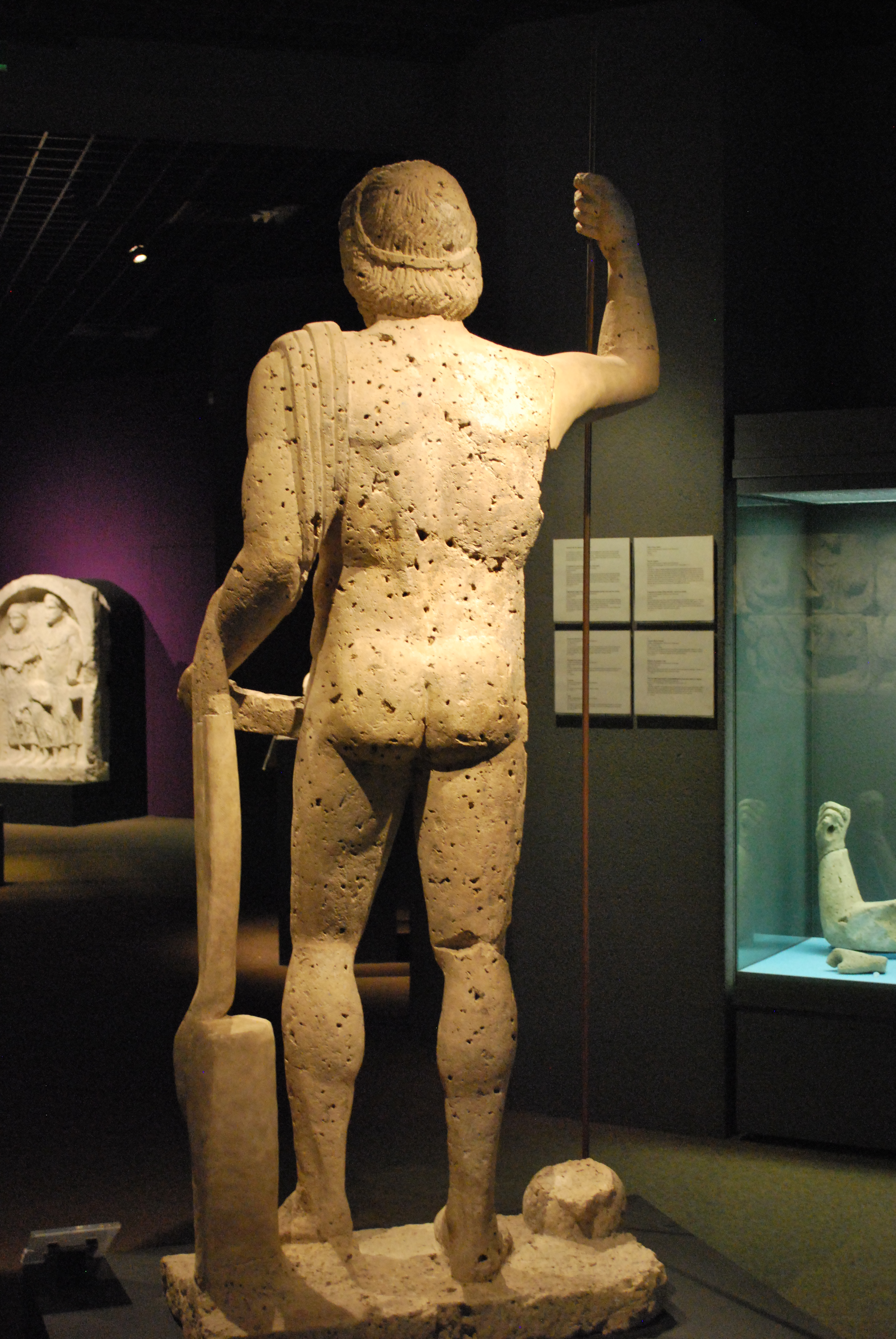
Vue arrière.

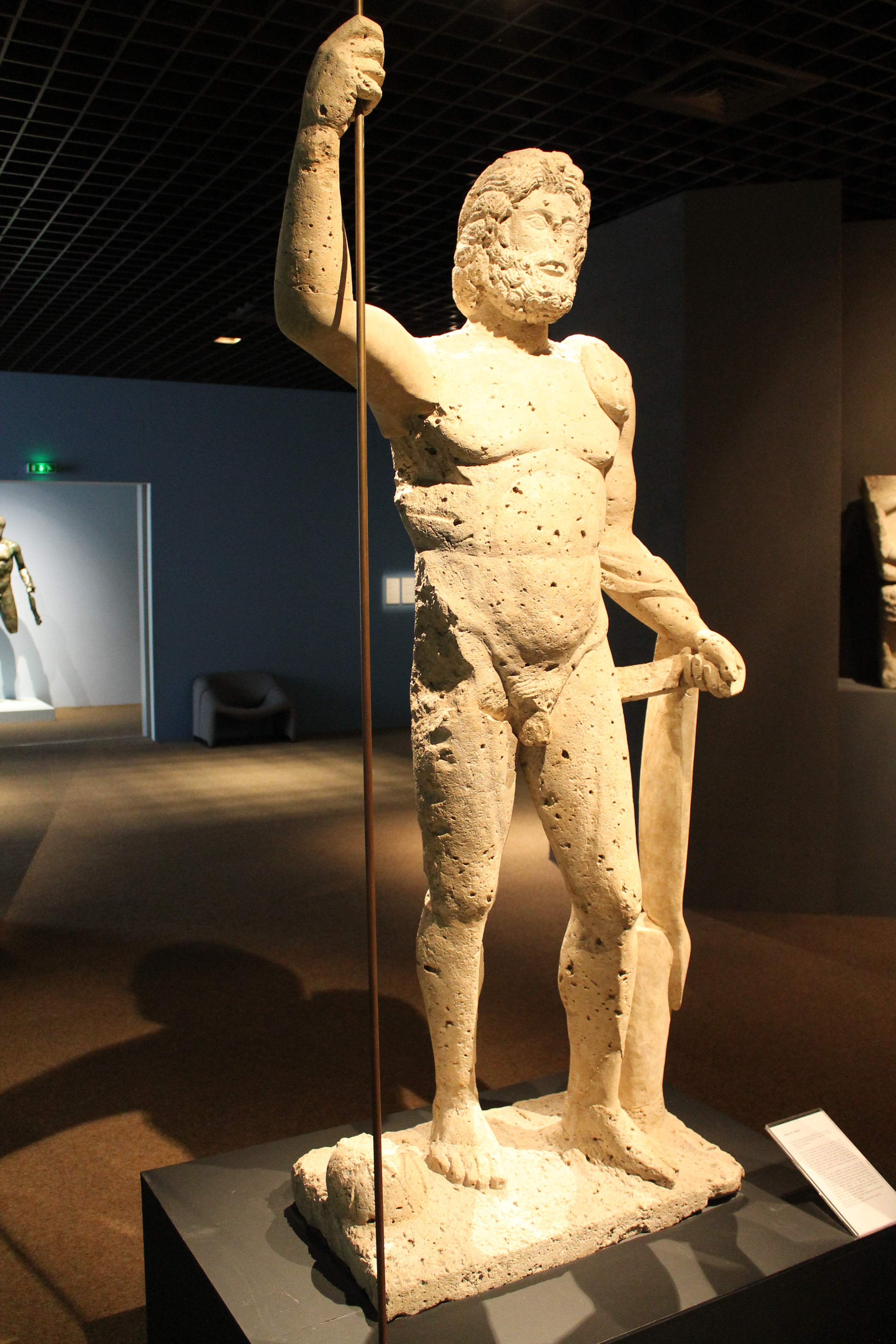
Vue de profil.

La statue de Jupiter est la plus grande statue (haute de 1,82 m) d'un ensemble archéologique de trois pièces composé de cette statue, la tête de Jupiter et l'emblème de Jupiter, un aigle posé sur le globe (source Revue Archéologique de Bordeaux) ; elle représente une très belle découverte gallo-romaine du village de Mézin,.
La pose, les cheveux et la musculature sont caractéristiques de l'influence artistique grecque, mais le visage rappelle à certains égards les divinités gauloises. La présence d'une statue de Jupiter, roi des dieux, dans un site gallo-romain indique un haut degré de noblesse de son propriétaire.
Le visage de Jupiter exprime la puissance du dieu qui gouverne les tempêtes et la gloire sereine de celui qui gouverne la justice sur la terre comme au ciel. Ses cheveux touffus et lâches, enveloppés dans une bande, courent autour de son visage en boucles ondulantes. Sa barbe flamboyante ajoute à la force d'une forte mâchoire. Le chiasme de Dieu (frapper ses hanches en s'appuyant sur une jambe) et l'apparence qui lui est donnée dans la force de l'âge forcent le respect.